# Saint-Suliac
Saint-Suliac là một xã trong tỉnh Ille-et-Vilaine, thuộc vùng hành chính Bretagne của nước Pháp, có dân số là 853 người (thời điểm 1999). Saint-Suliac thuộc vào trong số những làng đẹp nhất Pháp.

## Dân số
Người dân ở Saint-Suliac được gọi là Suliaçais.
| Năm | 1962 | 1968 | 1975 | 1982 | 1990 | 1999 | 2005 |
| --- | ---- | ---- | ---- | ---- | ---- | ---- | ---- |
| Dân số | 545  | 610  | 614  | 768  | 802  | 853  | 901  |
| From the year 1962 on: No double counting—residents of multiple communes (e.g. students and military personnel) are counted only once. |      |      |      |      |      |      |      |